# Partido Socialdemócrata de los Trabajadores Checoslovacos de la República de Austria
El Partido Socialdemócrata de los Trabajadores Checoslovacos de la República de Austria (en checo: Československá sociálně demokratická strana dělnická v republice Rakoúské) era un partido político en Austria que representaba a la minoría checa. El partido se fundó el 7 de diciembre de 1919, cuando la rama vienesa del Partido Socialdemócrata Checo se separó del partido en Praga (con la desintegración del Imperio Austrohúngaro, las ramas del partido en Viena y Praga eran ahora partes de dos estados diferentes). El partido trabajó en estrecha colaboración con el Partido Socialdemócrata Obrero de Austria (SDAPÖ) y cooperó con los socialdemócratas austríacos en todas las cuestiones políticas. El partido participó en las elecciones parlamentarias en listas conjuntas junto con SDAPÖ.

## Historia
El primer congreso del partido, y constituyente, se celebró en 1921. El congreso adoptó un programa de partido que incluía demandas como el derecho a la educación en la lengua materna, la unificación de las zonas urbanas y rurales de Viena en una circunscripción electoral única, la reforma judicial, reducción de la edad mínima para votar a 18 años, plena libertad de prensa e intervención popular directa en el legislativo. La mayoría de las demandas sociales del partido fueron similares a las planteadas por el SDAPÖ.
En mayo de 1927, el congreso del partido adoptó un nuevo programa electoral, siguiendo las líneas del Programa Linz del SDAPÖ.
El partido fue prohibido en febrero de 1934. El partido comenzó a funcionar como una organización clandestina. Las publicaciones se imprimieron en la vecina Checoslovaquia y se introducían de contrabando en Austria.

## Organización
El partido se organizó según el principio de afiliación individual. En 1928, el partido tenía alrededor de 14.200 miembros, de los cuales 3.700 eran mujeres. El máximo órgano del partido era el congreso del partido, que se celebraba cada dos años. El congreso elegía un Presidium y una Secretaría del Partido. Los militantes del partido participaban activamente en el movimiento sindical austríaco. El ala juvenil del partido tenía, en 1928, 2.825 miembros. En estrecha relación con el partido estaban la asociación educativa Máj, el Sindicato de Trabajadores de Gimnasia (DTJ) y los clubes de ciclismo. También había una sección checa de la Republikanischer Schutzbund, relacionada con el partido.
El partido tenía oficinas en casi todos los distritos del país. Estas oficinas también servían como oficinas para las ramas distritales de las alas juveniles y femeninas del partido.

## Liderazgo
A partir de 1925, Lesak fue presidente del Presidium del Partido. En 1928 fue reemplazado por W. Filar y en 1931 por Čeněk Sahanek. Otros líderes destacados del partido fueron el parlamentario František Dvořák, Antonín Machát (concejal municipal en nombre de la minoría checa en Viena durante la Segunda Guerra Mundial), František Strnad, Bedřich Čepelka y Josef Petrů.
En 1928, el Presidium del Partido estaba formado por Filar (presidente), Drahozal, Kopecká, Skranc, Zedniček, Čižek, Strnad, Skřivan (secretario), Adámek, Hajn, Pechowá y Kohl.

## Prensa
La publicación principal del partido era el Vídeňské dělnické listy ('Documento de los trabajadores de Viena').

## Afiliaciones internacionales
El partido estuvo afiliado a la Internacional Obrera y Socialista entre 1923 y 1940. Alois Wawrousek representó al partido en el Ejecutivo de la Internacional Obrera y Socialista entre agosto de 1925 y 1937.